# Абд Раббо Мансур Гаді
Абд Раббо Мансур Гаді (араб. عبد ربه منصور هادي; нар. 1 вересня 1945, провінція Аб'ян, Протекторат Аден) — президент Ємену (2012-2022).

## Біографія

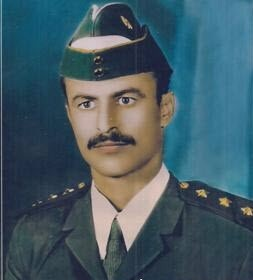
Молодий Абд Раббо Мансур Гаді у формі армії Народної Демократичної Республіки Ємен

У 1970 почав військову службу в армії Народної Демократичної Республіки Ємен. У 1994, після об'єднання в 1990 Народної Демократичної Республіки Ємен і Єменської Арабської Республіки в Єменську Республіку, протягом 4 місяців у званні генерал-майор був міністром оборони. 3 жовтня 1994 президент Салех призначив його віцепрезидентом.
З 4 червня і до 23 вересня 2011, на час лікування Салеха, виконував обов'язки президента країни. З 23 грудня 2011 знову розпочав виконання обов'язків глави держави.
21 лютого 2012 на дострокових президентських виборах обраний президентом Ємену на дворічний термін, 25 лютого вступив на посаду, склавши присягу.